# Ogata Gekkō
Ogata Gekkō est un nom japonais traditionnel ; le nom de famille (ou le nom d'école) précède donc le prénom (ou le nom d'artiste).
Ogata Gekkō (尾形月耕), né le 10 octobre 1859 - décédé le 1er octobre 1920, est un artiste et peintre japonais d'estampes sur bois du style ukiyo-e.

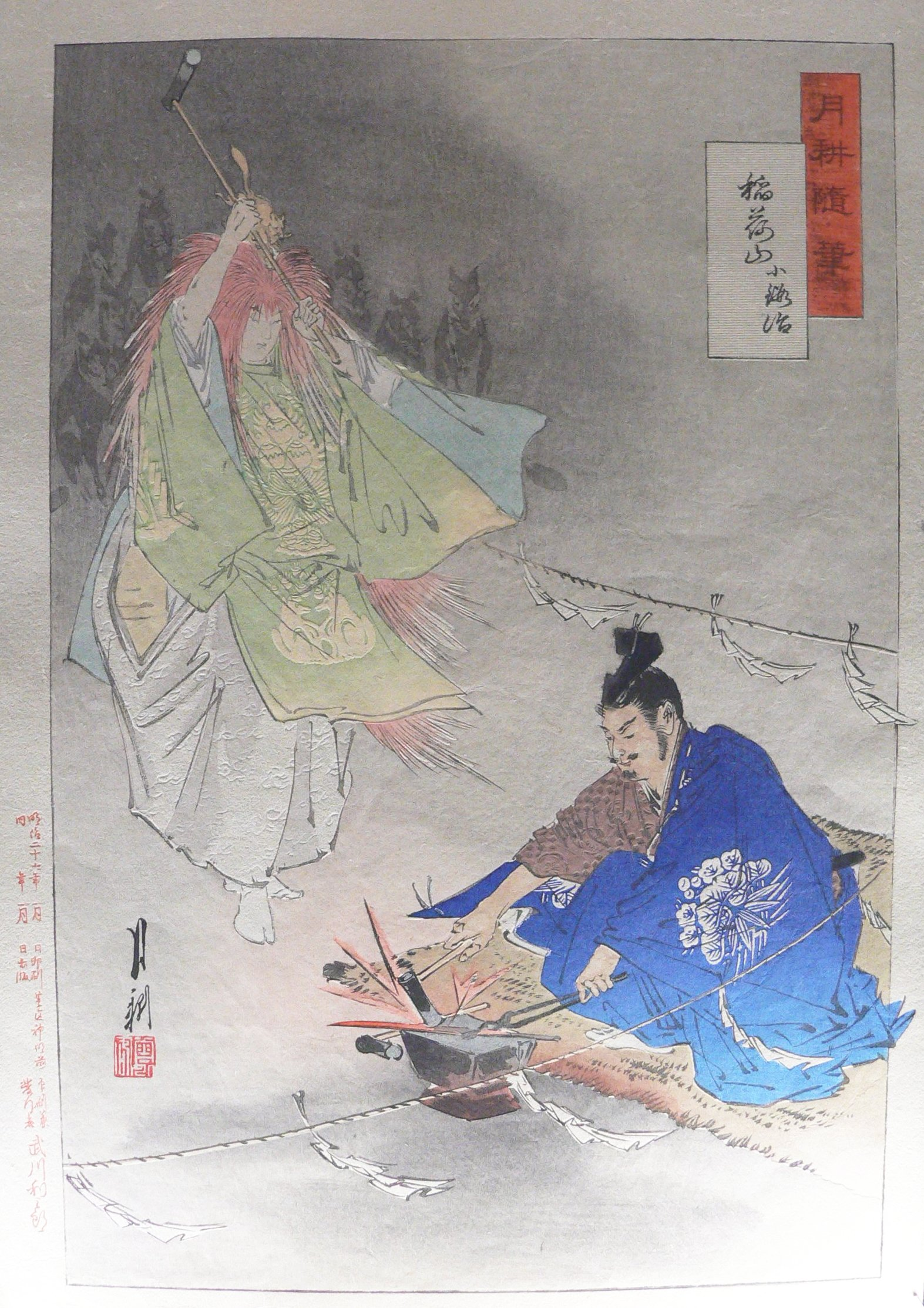
Le forgeron Munechika assisté d'un esprit-renard, estampe de Gekkō.

Le travail de Gekkō est d'abord très  proche de celui de Kikuchi Yōsai et il s'inspire de Hokusai pour créer la série des cent images du mont Fuji. Puis il développe son propre style composé d'importants éléments stylistiques du nihonga.

## Carrière

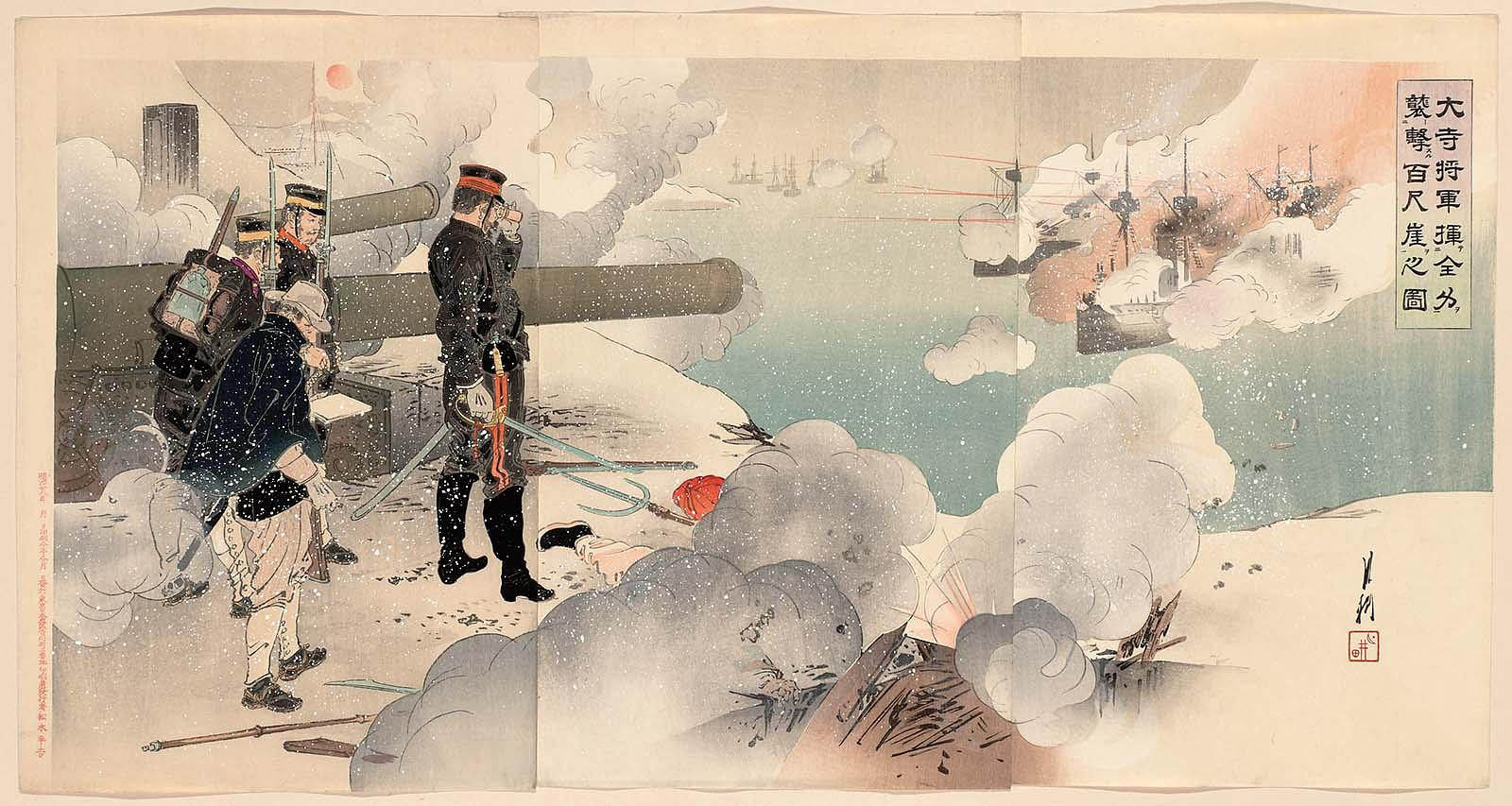
Un épisode de la bataille de Weihaiwei durant la guerre sino-japonaise. Le major général Ōdera sur la falaise, 1895 ; estampe sur bois de Ogata Gekkō, triptyque sur papier encre et couleurs; 37.9 cm × 72.8 cm dans les collections du musée des beaux-arts de Boston.

Les réalisations de Gekkō sont présentées à un certain nombre d'exposition nationales organisées par le ministère de l'Éducation ainsi qu'à des expositions internationales. 
Les œuvres de Gekko sont exposées aux expositions universelles de Chicago en 1893 et Paris en 1900 ainsi qu'à l'exposition anglo-japonaise de 1913.

## Artiste de guerre
Gekkō fait partie des artistes dont les œuvres informent la population japonaise des progrès de la guerre sur terre et sur mer connue de nos jours comme la guerre sino-japonaise (1894-1895). 
Une affiche de la bataille navale des îles Haiyang (Kaiyoto) de 1894 est réalisée dans un quadriptyque à grande échelle.  
Les images en triptyque créées par Gekko et largement diffusées de la guerre sino-japonaise comprennent :
- Officiers et soldats japonais combattent courageusement à Fenghuangcheng (Philadelphia Museum of Art).
- La première armée japonaise avance vers Mukden.
- La Victorieuse Marine japonaise au large de Takushan.
- Le capitaine Osawa et six autres marins du navire de guerre Yaeyama font escale dans la baie de Yungcheng.
- Présentation d'un aigle monstrueux à l'empereur.
- La foule admire le Chenyuen, navire de guerre chinois capturé.
- Les dignitaires japonais et chinois accomplissement leur mission et concluent avec succès un traité de paix.

## Sélection d’œuvres
L’œuvre publiée d'Ogata Gekkō comporte 46 peintures en 48 publications en 2 langues et 68 collections de bibliothèques.
- 1905 -; 夢の三郎 (Yume no Saburō) OCLC 229891974
- 1898 -; 月耕画園 (Gekko gaen) OCLC 225836025
- 1895 -; 以呂波引月耕漫画 (Irohabiki Gekkō manga) OCLC 046354614
- 1885 -; 新說小簾の月 (Shinsetsu osu no tsuki) OCLC 033798610